# Stjernegenerationer
Stjerner opdeles af praktiske grunde i såkaldte stjernegenerationer og stjernepopulationer. En stjernes placering indenfor en generation hhv. en population fortæller meget om stjernen i forhold til stjerner i andre generationer og populationer.
Opdelingen i generationer hhv. populationer foretages ud fra 2 helt forskellige kriterier, men der er ved et rent slumpetræf ganske stor overensstemmelse mellem nogle af egenskaberne ved populationer og generationer.
En stjernes generation er udelukkende bestemt af dens metallicitet, som igen næsten udelukkende er afgjort af dens alder, dvs. tidspunktet for dens dannelse. Stjernegenerationer er universelle, dvs. ensartede i både vor egen og i alle vore nabogalakser på så stor afstand, vi kan observere enkeltstjerner, og muligvis de samme i hele universet.
En stjernes tilhør til en bestemt stjernepopulation, derimod, er næsten udelukkende bestemt ved, hvor i vor egen galakse, Mælkevejen, stjernen befinder sig, sammen med dens kinetematiske forhold. Det er sandsynligt, at stjernepopulationer også er universelle, i det mindste i spiralgalakser.

## Stjernepopulationer
Stjernepopulationerne I og II (oftest forkortet til Pop. I og Pop. II) blev fastlagt af den tyske astronom Walter Baade i 1944. Han kaldte stjernerne i galaksernes skive Pop. I, og stjernerne i galaksens centrale bule og i dens halo for Pop. II. Adskillige år senere opdagede man, at der er et sammenfald mellem stjernernes position (og dermed deres Pop. nr.) og stjernernes alder, idet stjernerne i den centrale bule og i haloen er galaksens ældste, tilhørende 2. generation (og måske også 1. generation). Langt senere er det blevet mere og mere almindeligt også at tale om en Population III.
Stjernerne i haloen er kendetegnet ved langt større egenhastigheder end stjernerne i galaksens skive, idet de beholdt deres store kinetiske energi, mens alle de øvrige stjerner mistede denne, da skiven blev dannet. Stjernernes position i Hertzsprung-Russell-diagrammet bekræfter dette sammenfald mellem populationerne og deres stjerners alder.
Hvis man "vender tidspilen" og ser fra i dag og bagud i tid, ser man først de yngste stjerner i Pop. I, ældre er stjerner i Pop. II og allerældst stjernerne i Pop. III.

### Population I
Pop. I er stjerner i galaksens skive – hovedsagelig 3. generation og en del spektralt "sene" 2. generations stjerner, men også evt. overlevende af 1. generation (hovedseriestjerner "senere" end spektralklasse K3), idet disse – som omtalt nedenfor under stjernegenerationer – har en levetid, som er større end universets alder.

### Population II
Pop. II var den oprindelige betegnelse for stjerner, som befinder sig i Mælkevejsgalaksens halo – hovedsagelig gamle 1. generation, dertil en del 2. generation udkastet fra skiven pga. voldsomme begivenheder i multiple systemer og i gas- og støvskyer under nydannelse af stjerner + et lille antal (ligeledes udkastede) stjerner af 3. generation.

### Population III
Pop. III består af 1. generationstjerner, dvs. stjerner uden andre "metaller" end spormængder af Lithium (ca. 0,00000001 = 0,000001%), hvilket selvfølgelig er lige så forvirrende, som at Pop. II næsten kun består af meget gamle stjerner, hvor man intuitivt ville have forventet, at de ældste, dvs. første, stjerner hed Pop. I.
Endnu (2011 SEP) har man ikke observeret stjerner af Pop. III, og det er usikkert om nogen af dem har overlevet de ca. 13 milliarder år fra deres hypotetiske dannelse og indtil nutiden, idet de fleste teorier og hypoteser om dem antager, at de var overmåde massive, over 100 og måske op til 300 solmasser.
Dannelsen af så massive stjerner menes at have været mulig, da universet udelukkende indeholdt enorme mængder af brint og helium samt spormængder af lithium uden "metaller". Sådanne massive stjerner har en levetid, som næppe overstiger 1 million år.

## Stjernegenerationer
Når man taler om stjernegenerationer, skal man ikke lade sig vildlede af en misforstået analogi med fx menneskegenerationer, bedsteforældre → forældre → børn hhv. børnebørn. Der er ikke tale om, at fx 3. generationsstjerner er børn af 2. generation og der er intet er til hinder for, at 1. generation af stjerner eksisterer samtidig med både 2., 3. og 4. generation.
Man skal desuden være overmåde forsigtig med at lægge for megen vægt på opdelingen i de enkelte stjernegenerationer, idet disse ikke er styret af en naturlov, men udgør vilkårlige inddelinger i en glidende udvikling, praktisk valgte skel i en rækkefølge af stadig voksende metallicitet og deraf følgende indikation af alder.
Helt tilfældige forhold kan placere en yngre stjerne i en "ældre" generation og en ældre stjerne i en "yngre" generation, idet generationerne deles efter stjernernes metallicitet. Der er derfor intet til hinder for, at 2 stjerner, som er placeret i fx 2. og 3. generation, aldersmæssigt burde tilhøre den modsatte generation. Fx kan to stjerner, som er dannet indenfor samme sekund, men i hver sin gas- og støvsky i det Interstellart medium (ISM), eller forskellige steder i den samme gassky, have forskellig metallicitet, og der er ingen tvivl om, at man kan finde yngre stjerner, som har lavere metallicitet end lidt ældre.
Sammenligner man en stjerne fra 1. generation med en stjerne fra 3. eller 4. generation, eller en fra 2. med en fra 4. generation, er de tydeligt forskellige og har uendeligt sjældent samme alder, men overgangen mellem 2 nabogenerationer er glidende, med tilfældig indplacering af en stjerne på den ene eller anden side af grænsen, alene styret af, om stjernens metallicitet er målt til fx 0,019999 eller 0,020000.

### 1. generation
De allerførste stjerner kaldes 1. generation og desuden "Z=0" og ofte "population III".
Imidlertid lider betegnelsen "1. generation" under et typisk problem indenfor astrofysik: Man giver af praktiske årsager et nyt fænomen et navn, inden man er helt klar over, hvad man har opdaget. Mange betegnelser er lidt – eller meget – misvisende, og dette gælder også brug af "1. generation" indenfor ældre faglitteratur, hvor betegnelser bruges om stjerner med Z > 0, altså om stjerner med et vist, minimalt indhold af "metaller".
1. generationsstjerner er dannet udelukkende af grundstofferne Brint (ca. 0,765 = 76,5%), som betegnes med et "X" (dertil et lille indslag af Deuterium), Helium (ca. 0,235 = 23,5%) (betegnet "Y") og desuden spormængder af Lithium. Denne fordeling af grundstoffer er den helt oprindelige, som blev dannet ved Big Bang. Disse første stjerner opbyggede grundstoffer med højere atomvægt ved fusion af de oprindelige lette grundstoffer, og spredningen heraf ud i det Interstellart medium (ISM) ved afstødning af atmosfærelag, som ved konvektion (strømninger af materiale) var beriget med tungere grundstoffer fra stjernernes indre, samt med grundstoffer af høj atomvægt fra supernovaer, medførte at 2. generation af stjerner har en noget højere metallicitet (som betegnes med "Z") end 1. generation.
Vi har endnu (2011 SEP) ikke med sikkerhed fundet overlevende stjerner af 1. generation, men hvis der i denne generation blev dannet dværgstjerner af spektralklasserne fra G5V til M9V, eksisterer disse stadig, idet de har en levetid, som ikke blot er langt større galaksens alder på 9,3±0,2 milliarder år, men også langt større end hele universets alder på ca. 13,7 milliarder år, nemlig for G5V ca. 17 milliarder voksende til – for M9V – den ekstreme levetid af ca. 3 billioner = 3.000 milliarder = 3.000.000.000.000 år (på engelsk: 3 trillion).

### 2. generation
2. generationsstjerner (bl.a. de såkaldte Pop. II stjerner) har en lavere metallicitet end Solens 0,02, nemlig fra 0,004 til ca. 0,015 (der er en vis uenighed om denne grænse). 2. generationsstjernernes noget højere metallicitet end 1. generation er, som omtalt under 1. generation, resultatet af ældre stjerners berigelse af ISM.
2. generationsstjerner findes i den såkaldte spektralklasse VI, som også – pga. en oprindelig misforståelse af deres natur – kaldes subdværge. Deres placering til venstre for den nuværende 3. generations hovedserie har senere vist sig at være resultatet af deres lave metallicitet, som forårsager en lavere opacitet (uigennemsigtighed), som gør, at man observerer dybere og dermed varmere lag i stjernen end hvad der er muligt ved højere metallicitet (som forårsager, at opaciteten er højere) og vi derfor observerer en lavere effektiv (dvs. overflade-)temperatur fordi man observerer mere yderligtliggende, køligere lag i stjernen. Observationen af de metalfattige 2. generationsstjerners dybereliggende og varmere lag medfører, at stjerner i spektralklasse VI ser ud til at være mere blå end stjerner af 3. generation med samme masse, men med højere metallicitet.

### 3. generation
Til 3. generationsstjerner henregnes ofte stjerner med en metallicitet højere end 0,015 (1,5%), men til tider sættes solens metallicitet på 0,02 (2%) som nedre grænse. Denne endnu højere metallicitet er resultatet af 2. generations yderligere berigelse af ISM.

### 4. generation?
Ved 4. generation brydes den tilfældige overensstemmelse mellem stjernegenerationer og stjernepopulationer, idet stjerner af 4. generation tilhører Population I.
4. generationsstjerner er helt nyfødte stjerner, som for astronomisk kort tid siden (indenfor de seneste få millioner år) er indtrådt på hovedserien med en metallicitet på 0,04 (4%). Denne endnu højere metallicitet er naturligvis resultatet af 3. generations yderligere berigelse af ISM. Om en metallicitet på omkring 0,04 skal være grænsen til næste generation, er endnu ikke afgjort, og endnu (2011 APR) er ingen stjerner officielt og autoritativt (dvs. af IAU) blevet betegnet som 4. generation.
Imidlertid ses betegnelsen 4. generation ofte i faglitteraturen, og derfor vil debatten næsten sikkert ende med almindelig anerkendelse af et skel:
 3. gen. < metallicitet 0,04 ≤ 4. gen.